# Fusiturris
Fusiturris is een geslacht van weekdieren uit de klasse van de Gastropoda (slakken).

## Soorten
- Fusiturris amianta (Dautzenberg, 1912)
- Fusiturris pfefferi (Strebel, 1912)
- Fusiturris pluteata (Reeve, 1843)
- Fusiturris similis (Bivona Ant. in Bivona And., 1838)
- Fusiturris torta (Dautzenberg, 1912)
- Fusiturris undatiruga (Bivona Ant. in Bivona And., 1838)